# Needamangalam
Needamangalam (o Nidamangalam) è una suddivisione dell'India, classificata come town panchayat, di 8.725 abitanti, situata nel distretto di Tiruvarur, nello stato federato del Tamil Nadu. In base al numero di abitanti la città rientra nella classe V (da 5.000 a 9.999 persone).

## Geografia fisica
La città è situata a 10° 46' 0 N e 79° 25' 0 E e ha un'altitudine di 1 m s.l.m..

## Società

### Evoluzione demografica
Al censimento del 2001 la popolazione di Needamangalam assommava a 8.725 persone, delle quali 4.353 maschi e 4.372 femmine. I bambini di età inferiore o uguale ai sei anni assommavano a 916, dei quali 450 maschi e 466 femmine. Infine, coloro che erano in grado di saper almeno leggere e scrivere erano 6.785, dei quali 3.616 maschi e 3.169 femmine.